# 王忠植
王忠植（？—1140年），南宋初年抗金义军领袖。字义节。河东路步佛山人。
绍兴九年攻克石州（今山西省离石）等十一州，授武功大夫（武階，第二十階，正七品）、華州觀察使（遙郡觀察使）、統制河東忠義軍馬，遂知代州事。尋落階官，為建寧軍承宣使（武階官，正任官第二階，正四品）、龍神衛四廂都指揮使（禁軍軍職，從五品）、河東經略安撫使（差遣）。明年，金兵围庆阳急，守將宋萬年依城據守，會川、陝宣撫副使胡世將檄忠植以所部赴陝西會合。途经延安府，被叛徒赵惟清执送金將撒離曷，使甲士引詣慶陽城下，諭使降，忠植大呼：“我河東步佛山忠義人也，為金人所執，使來招降。願將士勿負朝廷，堅守城壁，忠植即死城下”。遂遇害，胡世將上奏其事于朝廷，贈奉國軍節度使（武階，第一階，贈官，從二品）、開府儀同三司（文階，第一階，贈官，從一品），授其家十人為官。

## 延伸阅读
[在维基数据编辑]
 《宋史·卷448》，出自脱脱《宋史》